# بارك يونغ رين
بارك يونغ رين (بالكورية: 박영린)‏ هي ممثلة كورية جنوبية. ولدت يوم 24 فبراير 1984 في سيوسان في كوريا الجنوبية.